# Cadell (mecànica)

Cadell compost d'un gallet (a) i d'una roda dentada (b).

Un cadell o trinquet és un mecanisme que permet que un engranatge giri cap a un costat, però li impedeix de fer-ho en sentit contrari, ja que ho impedeixen les dents en forma de serra. Permet també que els mecanismes no es trenquin en girar a l'inrevés.
Usos d'aquest mecanisme:
- En els rellotges, evita que les manetes girin cap al sentit contrari. Té diferents formats i mides.
- En les claus de carraca, permet que el moviment es transmeti només en el sentit desitjat.
- En el pinyó lliure d'una bicicleta.
- En els cabrestants manuals.